# Estádio Municipal de Gabú
Estádio Municipal de Gabú – to stadion piłkarski w Gabú w Gwinei Bissau. Swoje mecze rozgrywają na nim drużyna piłkarska Desportivo de Gabú. Stadion może pomieścić 1000 widzów. 